# John Robert Vane
Sir John Robert Vane (29.3.1927 – 19.11.2004) là một nhà dược lý học người Anh, đã đoạt giải Nobel Sinh lý và Y khoa.

## Cuộc đời và Sự nghiệp
Vane sinh tại Tardebigg, Worcestershire. Cha ông, Maurice Vane, là con của một di dân Nga và mẹ, Frances Vane, là người thuộc gia đình nông dân ở Worcestershire. Ông là con út trong 3 anh chị em. Ông học trường King Edward's School ở Edgbaston, Birmingham, sau đó học hóa học ở Đại học Birmingham từ năm 1944. Vane đậu bằng tiến sĩ dược lý học tại Đại học Oxford năm 1953.
Ông giữ một chức vụ ở Viện Y khoa Cơ bản (Institute of Basic Medical Sciences) của Đại học London thuộc Trường Phẫu thuật Hoàng gia Anh (Royal College of Surgeons of England) trong 18 năm. Trong thời gian này ông khai triển một số kỹ thuật thí nghiệm sinh học (bioassay) dẫn tới các phát hiện khoa học quan trọng. Ông đoạt giải Nobel Sinh lý và Y khoa năm 1982 (chung với Bengt I. Samuelsson và Sune Bergström) cho công trình nghiên cứu thuốc aspirin trong đó ông phát hiện ra thuốc này kiềm chế việc tổng hợp sinh học prostaglandin.
Năm 1973, Vane rời trường đại học để đảm nhận chức giám đốc nghiên cứu của Wellcome Foundation. Năm 1977 ông đoạt giải Albert Lasker cho nghiên cứu Y học cơ bản (Albert Lasker Award for Basic Medical Research) chung với Sune Bergström và Bengt I. Samuelsson. Ông được phong tước hầu năm 1984. Năm 1985 ông trở lại môi trường đại học tại "Viện nghiên cứu William Harvey" (William Harvey Research Institute) ở Trường Y của bệnh viện St Bartholomew (Medical College of St Bartholomew's Hospital) (nay là Barts and The London, Queen Mary's School of Medicine and Dentistry)..
Ông qua đời ngày 19.11.2004 ở Princess Royal Hospital, Kent do các biến chứng dai dẳng nảy sinh từ các chỗ gãy xương ở hông và chân trong tháng 5 năm đó.